# Cneu Pompeu (cônsul em 31 a.C.)
Cneu Pompeu (m. 14; em latim: Gnaeus Pompeus) foi um político gente Pompeia da República Romana nomeado cônsul sufecto em 31 a.C. com Otaviano, substituindo Marco Tício em 1 de outubro. Era filho de Quinto Pompeu Rufo, que foi tribuno da plebe em 52 a.C., que, por sua vez, era neto de Quinto Pompeu Rufo, cônsul em 88 a.C., com uma filha de Lúcio Cornélio Sula, Cornélia Sula. Cneu era, portanto, bisneto de Sula pelo lado pai.
Foi também um quindecênviro ("quindecimviri sacris faciundis"), uma posição que manteve até a morte, em 14.